# Marquesado de Valdecarzana
El marquesado de Valdecarzana es un título nobiliario español creado por el rey Felipe IV por real decreto del 1 de junio de 1639, con el vizcondado previo de Villanueva del Infantazgo, en favor de Sancho Fernández de Miranda Ponce de León Pardo y Osorio, señor de Valdecarzana en Asturias, caballero de la Orden de Santiago, que había servido al rey en el Sitio de Fuenterrabía (1638) al mando de una de las compañías que envió el Principado.
El real despacho fue expedido el 23 de febrero de 1672 por la reina Mariana de Austria, en nombre de su hijo el rey Carlos II, a favor de Lope de Miranda Ponce de León y Pardo, que fue el II marqués, hijo del primero.

## Antecedentes
Su procedencia se fija en el Principado de Asturias, concretamente en el concejo de Teverga; a través de la Casa de Miranda, que había logrado evolucionar gracias al triunfo de una serie de estrategias sociales y económicas a lo largo de varios siglos. Así, entre finales del siglo XV y principios del XVI, promovieron alianzas matrimoniales con importantes familias asturianas, comenzando por el propio concejo de Teverga y otros cercanos, y alcanzando finalmente Grado, Salas, Pravia e incluso Avilés.
A partir del siglo XVII, la tendencia fue a establecer matrimonios preferentes con la nobleza astur-gallega, procurando enlazar con familias de prestigio que estuviesen al servicio de la corona, especialmente en lo militar; lo que les permitió acercarse a la corte madrileña y codearse con la nobleza castellana. De esta forma, Diego de Miranda Ponce de León, señor de la Casa de Miranda y caballero de Santiago casó con Juana de Pardo y Osorio, perteneciente a la casa de Lanzós. Su primogénito, Sancho de Miranda Ponce de León se convirtió en el primer marqués de Valdecarzana.

## Lista de titulares

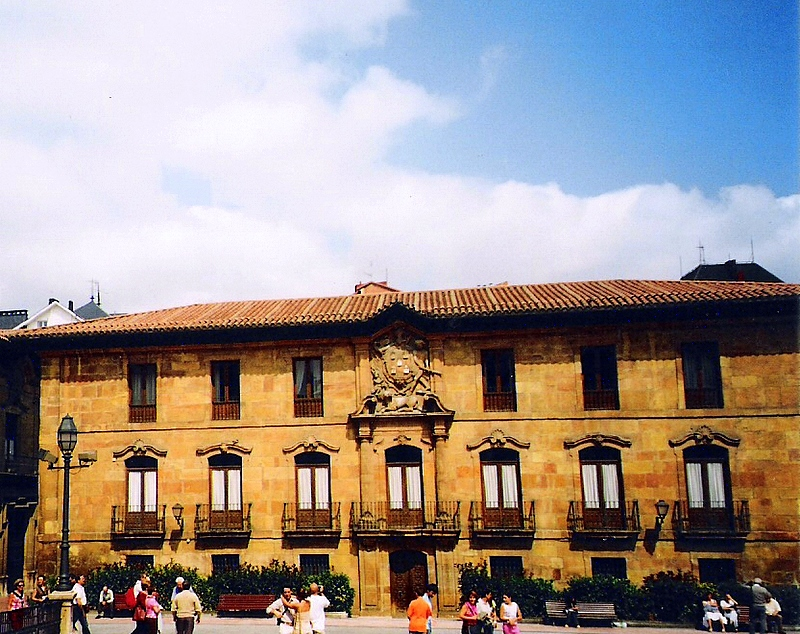
Palacio de los marqueses de Valdecarzana, hoy Palacio de los Heredia en Oviedo

|                        | Titular                                                    | Periodo                |
| Creación por Felipe IV | Creación por Felipe IV                                     | Creación por Felipe IV |
| ---------------------- | ---------------------------------------------------------- | ---------------------- |
| I                      | Sancho Fernández de Miranda y Ponce de León Pardo y Osorio | 1639-1661              |
| II                     | Lope Fernández de Miranda Ponce de León y Pardo            | 1661-1688              |
| III                    | Sancho de Miranda Ponce de León y Trelles                  | 1688-1737              |
| IV                     | Sancho Fernández de Miranda Ponce de León                  | 1737-1757              |
| V                      | Judas Tadeo Fernández de Miranda Ponce de León y Villacís  | 1757-1810              |
| VI                     | Lucía Luisa de Rojas y Miranda                             | 1810-1834              |
| VII                    | Juan Bautista de Queralt y Bucarelli                       | 1834-1873              |
| VIII                   | Hipólito de Queralt y Bernaldo de Quirós                   | 1875-1877              |
| IX                     | Enrique de Queralt y Fernández-Maquieira                   | 1877-1933              |
| X                      | Brígida de Queralt y Gil-Delgado                           | 1933/1952-1990         |
| XI                     | Fernando de Balmaseda y de Queralt                         | 1992-2023              |
| XII                    | Jesús José Suárez Balmaseda                                | 2024-                  |

## El señorío de Valdecarzana
El rey Enrique II concedió este señorío al ricohombre Gonzalo Bernaldo de Quirós por privilegio rodado hecho en Zamora el 20 de noviembre de la era 1410, año 1372. Este diploma contiene la donación pura y perpetua 

«por juro de heredad» del coto de Valdecarzana con su término, fueros y derechos señoriales, la presentación de la iglesia del monasterio de San Pedro de Teverga y las demás presentaciones que pertenecían a dichos lugares, según todo lo tenía Isabel Ponce de León, madre de Fernando de Castro; la aldea de Murias en Babia de Suso, que había sido de la misma señora, y los infantazgos que dicha Isabel Ponce y Leonor, mujer del dicho Fernando de Castro, tenían en los concejos de la merindad de Asturias, en Soto de Luiña, en Soto de los Infantes, en la villa de Torrestío, y en Babia de Suso; y toda la heredad que dichas señoras tenían en los concejos de Babia de Yuso y de Luna, con vasallos y toda clase de bienes, rentas, derechos, pechos y otros tributos, «por cuanto las dichas Doña Isabel y Doña Leonor están en nuestro deservicio

Donaba también el rey a Gonzalo Bernaldo de Quirós y a sus sucesores:

la jurisdicción civil y criminal de dichos lugares para que en ellos puedan poner jueces, merinos, alcaldes u otros oficiales, reservándose las minas de oro, plata, azul u otro metal, los servicios, alcabalas, monedas y tercias, y los juicios en alzada, y obligando a los donatarios a obedecer y acoger al rey y demás reyes sus sucesores en los lugares que les da y en alguna fortaleza si la hicieren, y a hacer la guerra por su mandado».

El 20 de diciembre de 1354, el infante Enrique, ya había hecho merced a Gonzalo Bernaldo de Quirós, durante el reinado de Pedro I de Castilla «de las tierras del condado de San Antolín de Sotillo» (no el título condal) a Gonzalo Bernaldo de Quirós,
Gonzalo Bernaldo de Quirós, señor de Villoria, de Valdecarzana y de la casa de Quirós, caballero de la Banda, fue un decidido partidario del infante Enrique, después Enrique II de Castilla. Encabezó en Asturias el bando que le apoyaba, hallándose en la entrevista de Tejadillo y en la Batalla de Nájera (1367). Casó en 1321 con Beatriz de Quiñones, padres de Lope, Gutierre y García González de Quirós.  A la muerte de Gonzalo, heredaron y compartieron el señorío sus hijos Lope y Gutierre González de Quirós. Después, Martín Vázquez de Quirós y Juan Bernaldo de Quirós, hijos de Lope y de Gutierre González de Quirós, respectivamente, también compartieron el señorío. A estos les sucedieron sus hijos Diego Fernández de Miranda y Lope Bernaldo de Quirós, casado con Leonor de Villamizar. Cuando falleció este último, el señorío lo heredó su hija Isabel de Quirós y, al unirse en matrimonio con Diego Fernández de Miranda, se conseguiría «la unificación del título en sus descendientes». Diego Fernández de Miranda, casado con Beatriz Ponce de León, era hijo de otro Diego Fernández de Miranda, (c. 1315-1383) —el primer miembro de esta familia en usar el apellido Miranda, hijo de Álvar Díaz de Lodón y de Inés—, y de Aldonza.
Lope, el hijo primogénito de Gonzalo Bernaldo de Quirós, el primer señor de Valdecarzana, casó con María Gómez de Toledo, hermana del obispo Gutierre de Toledo. Fuera de matrimonio, con Juana González fue el padre de Martín Vázquez de Quirós que fue legitimado por el rey Enrique II. Martín, nació antes de 1406 y falleció en Riello, Teverga, antes del 13 de octubre de 1456, fecha en que su viuda pidió que se diera fe notarialmente de las últimas voluntades de Martín. Contrajo matrimonio con Inés de Miranda y Ponce de León, señora de la casa de Miranda, hija legítima de Diego Fernández de Miranda y Beatriz Ponce de León, hija de Ruy o Pedro Ponce de León ,señor de Vega (Vega de Ruiponce en la provincia de Valladolid), quien, en su testamento otorgado en 1406, se declara hijo de Fernando Pérez Ponce de León, maestre de la Orden de Alcántara   y donde menciona a su hermana Beatriz, su esposa Teresa García y sus siete hijos. Fue por Martín Vázquez de Quirós que la varonía de los Quirós entró en la casa de Miranda.

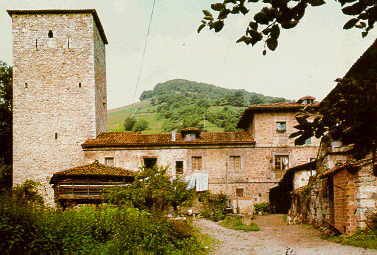
Torre y palacio de Villanueva

Del matrimonio de Martín Vázquez de Quirós e Inés de Miranda y Ponce de León nacieron ocho hijos, entre ellos, el primogénito, Diego Fernández de Miranda, señor de Villanueva del Infantazgo y numerosos lugares, casado con Isabel de Quirós, y quinto abuelo del primer marqués de Valdecarzana. 
El 11 de abril de 1504, Diego Fernández de Miranda fundó un mayorazgo a favor de su hijo Lope Bernaldo de Miranda. Una de las cláusulas del mayorazgo era la obligación de los herederos del mayorazgo de usar el apellido Miranda. Algunos de los lugares mencionados en el documento fueron Soto de los Infantes, Coalla, Valdecarzana —aportada por su esposa, Isabel de Quirós—, Guía, Luerces, así como Villanueva del Infantado que había sido una donación de Beatriz Ponce de León, hija de Fernando Pérez Ponce de León, maestre de la Orden de Alcántara, a su sobrina homónima, la madre de Inés de Miranda y Ponce de León casada con Martín Vázquez de Quirós. 

## Historia de los marqueses de Valdecarzana

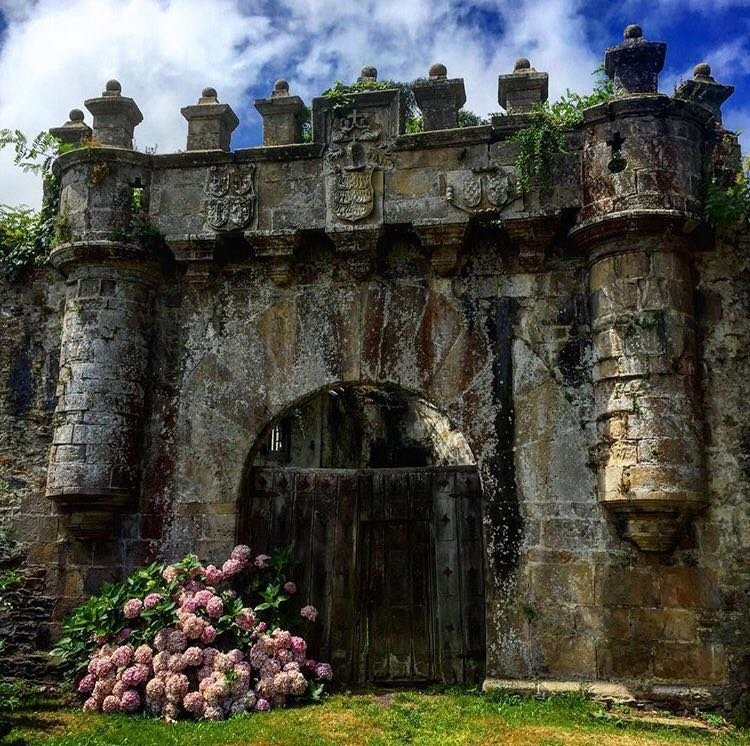
Palacio de Valdecarzana en Muros de Nalón

- Sancho Fernández de Miranda Ponce de León Pardo y Osorio, (Muros de Nalón, c. 1615-Rioseco, 9 de octubre de 1661),[24] I marqués de Valdecarzana, caballero de la Orden de Santiago en 1633.[25] Reunió el mayor número de señoríos o cotos asturianos, entre ellos, Aguino, Perlunes, la jurisdicción de Cabruñana, el coto de Luerces, de la Mata, de Muros, de Quinzanas, de Ranón, la jurisdicción de San Pedro de Coalla, el coto de Soto de los Infantes y la jurisdicción de Valdecarzana.[26] Era hijo de Diego Fernández de Miranda (Muros de Nalón, c. 1585-Villanueva del Infantazgo, 1633), caballero de Santiago en 1623 y señor de la Casa de Miranda,[27] y de Juana Pardo Osorio y Valdés, también llamada Juana Pardo de Estrada Osorio (m. 1634).[28] Falleció antes de pagar las tasas correspondientes al título de marqués y fue su hijo quien obtuvo el real despacho en 1672.[29] Su cuerpo momificado así como el de su hijo Pedro Analso de Miranda, se conservan en la Colegiata de San Pedro de Teverga.

Casó en primeras nupcias con Juana de Estrada, hija de su primo Fernando Duque de Estrada y de Petronila Idiaquez, condes de la Vega del Sella. De este matrimonio nacieron dos hijos, Diego Fernández de Miranda (m. 1658) y Ángela de Miranda (m. 1663), casada, el 7 de junio de 1656, con Pedro Duque de Estrada, II conde de la Vega del Sella. Juana falleció en 1632 de parto y ninguno de sus hijos sobrevivió a sus padres. Contrajo un segundo matrimonio con su sobrina segunda Rosenda Pardo Lanza y Osorio, también llamada Rosenda Pardo Rengifro, nacida en Mondoñedo, hija de Sancho Pardo Osorio, natural de Figueras (Castropol) y señor de la Casa de Lanzós, y de Catalina Rengifro, natural de Mondoñedo. Sucedió su hijo del segundo matrimonio:

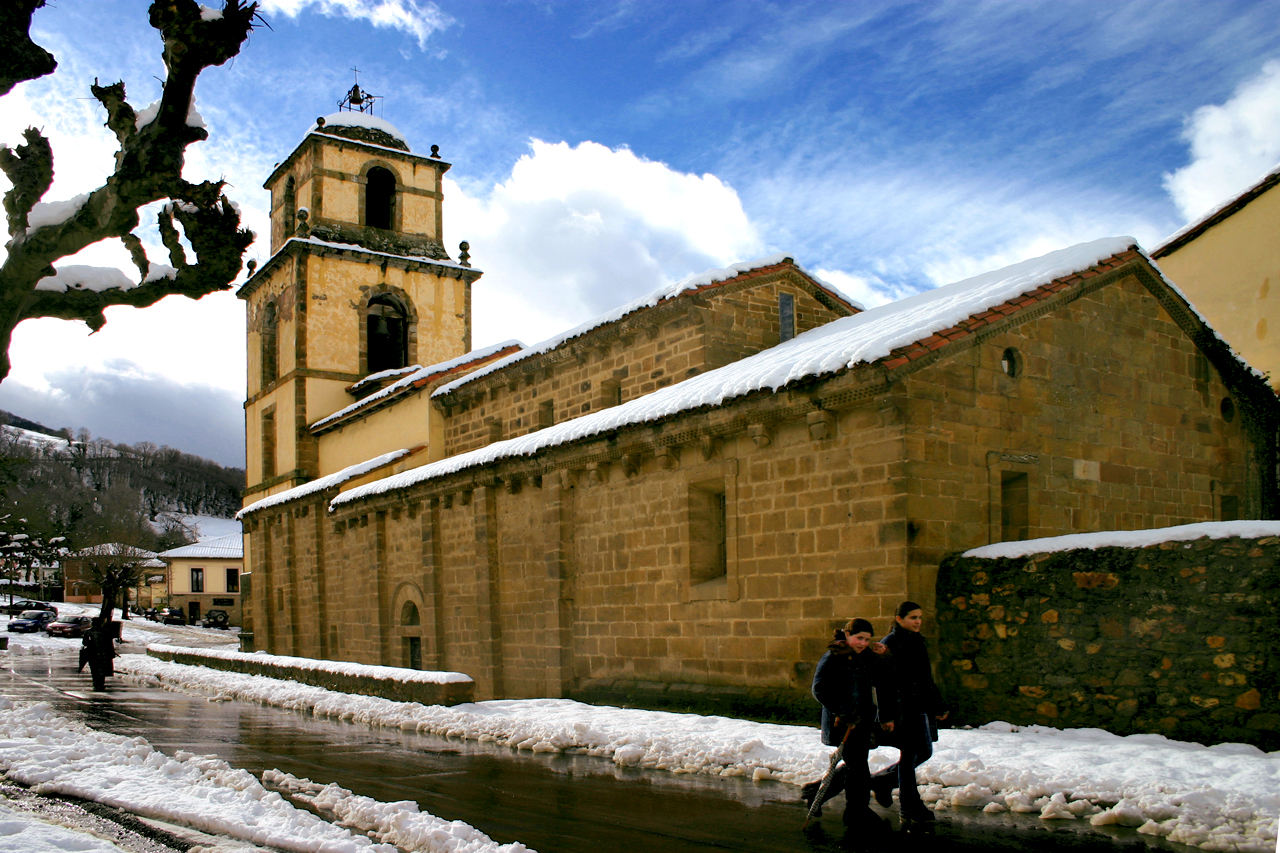
Colegiata de San Pedro de Teverga, lugar de enterramiento de varios miembros de la casa de Miranda

- Lope Fernández de Miranda Ponce de León y Pardo (baut. Muros de Nalón, 3 de mayo de 1638-1688[34]) II marqués de Valdecarzana, caballero de la Orden de Santiago y mayordomo del rey Carlos II y de la reina Mariana de Austria.[35][36]

Casó con Josefa Trelles Simó Carrillo de Albornoz (m. 1713), marquesa de Bonanaro, hija de Benito de Trelles y Villamil, I marqués de Torralba, del consejo del rey, y de Teodora Carrillo de Albornoz, que venía de familias del antiguo reino de Aragón asentadas en Bonnanaro, Cerdeña. Sucedió su hijo primogénito que anexionó los títulos y mayorazgos de su madre.
- Sancho de Miranda Ponce de León y Trelles (m. 9 de mayo de 1737), III marqués de Valdecarzana,[38] marqués de Bonanaro y conde de Torralba (de Aragón) en Cerdeña.[38]

Casó con María de Atocha de Saavedra y Fenollet (1686-1747), XIII condesa de Tahalú, VI condesa de Escalante, XII marquesa de Rucandio, grande de España,  hija de Martín Domingo de Saavedra y Guevara, V conde de Escalante, XI conde de Tahalú y XI marqués de Rucandio, grande de España, y de su esposa, Rosalía Fenollet y Fenollet.  Sucedió su hijo:
- Sancho José Fernández de Miranda Ponce de León y Guevara (Oviedo, 27 de noviembre de 1704-12 de noviembre de 1757), IV marqués de Valdecarzana, IX conde de Villamor,[38] VII conde de Escalante, XIV conde de Tahalú, XIII marqués de Rucandio, grande de España, marqués de Bonanaro, conde de Torralba (de Aragón) en Cerdeña, gentilhombre de cámara con ejercicio.[38]

Casó, en Madrid, el 21 de enero de 1728, con Ana Catalina de Villacís y la Cueva Manrique de Lara, VII condesa de las Amayuelas, grande de España, VII condesa de Peñaflor de Argamasilla, VIII marquesa de Taracena y VIII vizcondesa de Centenera. Sucedió su hijo:
- Judas Tadeo Fernández de Miranda y Villacís (Madrid, 18 de agosto de 1739-Salamanca, 27 de septiembre de 1810),[42] V marqués de Valdecarzana, X conde de Villamor,[43] VIII conde de las Amayuelas,[44] IX marqués de Taracena, IX vizconde de Centenera, XV marquesado de Cañete,[45] XV conde de Tahalú, VIII conde de Escalante, XIV marqués de Rucandio, tres veces grande de España, marqués de Bonanaro y conde de Torralba de Aragón en Cerdeña, conde de Centura en Sicilia[43] caballero de la Orden del Toisón de Oro, gran cruz de la Orden de Carlos III, maestrante de Valencia, sumiller de corps y gentilhombre de cámara del rey Carlos IV.[42]

Casó en primeras nupcias, el 11 de noviembre de 1757, con Isabel Felipa Regio, princesa de Campofiorito, y en segundas nupcias, el 18 de mayo de 1808,con Luisa Escrivá de Romaní. Sin descendencia, sucedió su sobrina, hija de su hermana María Antonia, casada con José Antonio de Rojas Toledo y Vargas, VII conde de Mora, grande de España.
- Lucía de Rojas y Fernández de Miranda (Madrid, 6 de julio de 1756-19 de julio de 1834), VI marquesa de Valdecarzana, XI condesa de Villamor,[43] IX condesa de las Amayuelas,[46] VI vizcondesa de Linares, X marquesa de Taracena, XVI marquesa de Cañete,[45] VI marquesa de Valdecarzana, XVI condesa de Tahalú, IX condesa de Escalante, VIII condesa de Mora,[46] VII marquesa de la Torre de Esteban Hambrán, IX condesa de Valverde y IX marquesa de Santacara,[43] tres veces grande de España.

Casó con Ignacio Jaime de Margens de Nin y Sotomayor Masones y Lima (1772-1798), VI duque de Sotomayor, grande de España, VIII conde de Crecente, III conde del Castillo de Vera y VI marqués de Tenorio. Le sucedió su pariente, descendiente de María del Pilar Fernández de Miranda y Villacís, hermana de Judas Tadeo, el V marqués de Valdecarzana:
- Juan Bautista de Queralt y Bucarelli (Sevilla, 8 de octubre de 1814-Biarritz, 17 de abril de 1873),[49] VII marqués de Valdecarzana,[50] XII conde de Villamor,[50] IX conde de Santa Coloma,[51] VII marqués de Besora, XVII conde de Cifuentes, VII marqués de Alconchel, XI marqués de Gramosa,[52] XV marqués de Lanzarote, IX conde de la Cueva, VII marqués de Albolote, VIII marqués de Albaserrada, IX conde de la Rivera, VI marqués de Vallehermoso,[53] VIII conde de Gerena, X conde de las Amayuelas,[46] XVII marqués de Cañete,[45] XI marqués de Taracena, XVII conde de Tahalú, X conde de Escalante, I conde de la Real Tenacidad y senador del reino,[50] siete veces grande de España.[49] Era hijo de Juan Bautista de Queralt y Silva, VIII conde de Santa Coloma, y de María del Pilar de Bucarelli y Silva, Bucarelli y Fernández de Miranda, VII condesa de Gerena, V marquesa de Vallehermoso, VIII condesa de Fuenclara, duquesa de Arenberg y dama  de la Orden de las Damas Nobles de la Reina María Luisa.[43]

Casó, en Madrid, el 30 de enero de 1836, con María Dominga Bernaldo de Quirós y Colón de Larreátegui, hija de Antonio María Bernaldo de Quirós y Rodríguez de los Ríos, VI marqués de Monreal, grande de España, marqués de Santiago, marqués de la Cimada, y de Hipólita Colón de Larreátegui y Remírez de Boquedano. Sucedió su hijo:
- Hipólito de Queralt y Bernaldo de Quirós (Sevilla, 22 de enero de 1841-Madrid, 12 de junio de 1877),[55] VIII marqués de Valdecarzana,[56][50] XIII conde de Villamor,[50] X conde de Santa Coloma,[51] VIII marqués de Besora, VIII marqués de Alconchel, XII marqués de Gramosa,[52] XVI marqués de Lanzarote, X conde de la Cueva, IX marqués de Albaserrada, X conde de la Rivera, VII marqués de Vallehermoso,[53] IX conde de Gerena, XVIII marqués de Cañete,[45] XVIII conde de Tahalú, XI conde de Escalante, XI conde de las Amayuelas,[46] caballero de la Orden de Santiago, maestrante de Sevilla, gentilhombre de cámara con ejercicio y servidumbre y senador por derecho propio[50] y cinco veces grande de España.[57]

Casó, en Madrid, el 12 de octubre de 1866, con Elvira Fernández-Maquieira y Oyanguren, hija de Remigio Fernández Maquieira y Frexia María de la O de Oyanguren y Squella. Sucedió su hijo:
- Enrique de Queralt y Fernández-Maquieira (Madrid, 13 de julio de 1867-Madrid, 13 de enero de 1933), IX marqués de Valdecarzana,[50] XIV conde de Villamor, XI conde de Santa Coloma,[51] IX marqués de Alconchel, XIII marqués de Gramosa,[52] XVII marqués de Lanzarote, XI conde de la Cueva XI conde de la Rivera, VIII marqués de Vallehermoso,[53] X conde de Gerena, XIX marqués de Cañete,[45] XIX conde de Tahalú, XII conde de Escalante, XII conde de las Amayuelas,[46] caballero de la Orden de Santiago, maestrante de Sevilla, gran cruz de la Orden de Carlos III, senador por derecho propio y gentilhombre de cámara y servidumbre[50] y cinco veces grande de España.[58]

Casó, en Zarauz, el 4 de noviembre de 1909, con  Brígida Gil-Delgado y Olazábal, dama de la reina,  grande de España ad personam, hija de Juan Gil Delgado y Tacón y de Brígida de Olazábal y González de Castejón. Sucedió su hija:
- Brígida de Queralt y Gil-Delgado (Madrid, 5 de mayo de 1917-Madrid, 22 de enero de 1990), X marquesa de Valdecarzana.[59][60]

Casó en primeras nupcias, en Sevilla, el 25 de febrero de 1937, con José María de Balmaseda y Echevarría (1909-1955) hijo de Gerardo-César de Balmaseda y Ortega y de Caya Echevarría Alcayaga.  Contrajo un segundo matrimonio, el 29 de diciembre de 1966, en Madrid, con José Martín y Montis (1904-1989). Sucedió su hijo del primer matrimonio:
- Fernando de Balmaseda y de Queralt (San Sebastián, 18 de diciembre de 1939-junio de 2023), XI marqués de Valdecarzana.[62][63]

Casó, en primeras nupcias el 5 de octubre de 1968, con Teresa Ansaldo de la Vega y en segundas, el 5 de agosto de 1985, con María Fátima Korndörffer de Echevarría. Le sucedió su sobrino:
- Jesús José Suárez Balmaseda, XII marqués de Valdecarzana.[64] Carta de sucesión de 28 de febrero de 2024.